# Atiba Hutchinson
Atiba Hutchinson, född 8 februari 1983 i Brampton, är en kanadensisk före detta fotbollsspelare som senast spelade för Beşiktaş och Kanadas landslag. Han har även representerat bland annat PSV Eindhoven, FC Köpenhamn, Östers IF och Helsingborgs IF i Allsvenskan. 
Hutchinson inledde sin proffskarriär 2002, då han under en kort period spelade med York Region Shooters i den kanadensiska proffsligan, innan han gick till Toronto Lynx. I januari 2003 skrev han på för Östers IF. Hutchinson gjorde sex mål för Öster under säsongen 2003. När Öster åkte ur allsvenskan skrev Hutchinson på för Helsingborgs IF. 
Under den första säsongen i Helsingborg lyckades Hutchinson inte leva upp till de höga förväntningarna. Under säsongen 2005 var han dock lagets bästa spelare, och gjorde sex mål. Han spelade defensiv mittfältare i en 4-2-3-1-uppställning.
2005 blev han utsedd till årets HIF:are.